# (185636) Shiao Lin
(185636) Shiao Lin est un astéroïde de la ceinture principale.

## Description
(185636) Shiao Lin est un astéroïde de la ceinture principale. Il fut découvert le 27 février 2008 à l'Observatoire de Lulin par Chi-Sheng Lin et Ye Quan-Zhi. Il présente une orbite caractérisée par un demi-grand axe de 2,97 UA, une excentricité de 0,10 et une inclinaison de 11,0° par rapport à l'écliptique.

## Compléments